# Brad Sherman
Bradley James Sherman, detto Brad (Monterey Park, 24 ottobre 1954), è un politico statunitense, membro della Camera dei Rappresentanti per lo stato della California dal 1997.

## Biografia
Nato a Monterey Park in una famiglia ebrea di origini russe, Sherman si laureò in legge all'Università di Harvard e divenne avvocato.
Membro del Partito Democratico, negli anni novanta fu membro e presidente del California State Board of Equalization, l'ente pubblico che si occupa della gestione fiscale dello stato.
Nel 1996 si candidò alla Camera dei Rappresentanti per il seggio lasciato da Anthony Beilenson e riuscì ad essere eletto. Negli anni successivi venne sempre riconfermato con elevate percentuali di voto, anche quando nel 2012 si trovò a dover concorrere contro un altro deputato democratico in carica, Howard Berman, che era in carica da trent'anni e che venne appoggiato dalla maggior parte dei politici californiani.
Sherman è un democratico di ideologia progressista. Sposato, è padre di tre figlie.